# Volo Pakistan International Airlines 661
Il volo PIA 661 (PK661/PIA661) è un collegamento di linea domestico della Pakistan International Airlines, in servizio sulla tratta da Chitral a Islamabad. Il 7 dicembre 2016, l'aereo che operava sulla rotta, un ATR 42-500, precipitò nei pressi della città di Havelian a pochi minuti dall'atterraggio all'aeroporto di Islamabad provocando la morte di tutti i 42 passeggeri a bordo più 5 membri dell'equipaggio.

## L'aereo
Il velivolo coinvolto nell'incidente era un ATR 42-500, numero di serie 663, registrazione AP-BHO, consegnato alla Pakistan International Airlines (PIA) nel 2007. Faceva parte dei primi aeromobili nuovi acquisiti per sostituire la flotta di vecchi Fokker della PIA. L'aereo è stato chiamato "Hasanabdal - La Gloria di Gurdwara", in riferimento alla città santa di Hasan Abdal.
Nel 2009, l'aereo era stato danneggiato durante un tentativo di atterraggio a Lahore, ma successivamente riparato e rimesso in servizio. Aveva subito un guasto al motore nel 2014, che era stato sostituito. Al momento dell'incidente, aveva registrato più di 18 700 ore di volo da quando si era unito alla flotta di PIA e aveva ricevuto l'ultima certificazione nell'ottobre 2016.

## L'incidente
Il velivolo decollò da Chitral alle 15:38 ora locale, diretto a Islamabad. Il primo ufficiale, che stava seguendo l'addestramento sul percorso, era il pilota ai comandi (PF) e il comandante era addetto al monitoraggio degli strumenti (PM). Un terzo primo ufficiale era sul jumpseat. L'aereo si stabilizzò a 13 500 piedi (4 100 m) ad una velocità aerea indicata (IAS) di 186 nodi (344 km/h) circa 10 minuti dopo il decollo. L'aereo non aveva raggiunto la velocità di crociera prevista di 230 nodi (430 km/h). Il volo proseguì normalmente fino alle 16:04:55. Mentre il comandante era impegnato in un annuncio ai passeggeri, apparve il guasto del controllo elettronico dell'elica del lato sinistro (PEC-1) a canale singolo, seguito dal messaggio "PEC-1 Fault". Il comandante ha interrotto l'annuncio e ha chiesto il Quick Reference Handbook (QRH) per le anomalie. Il primo ufficiale chiese di ripristinare la corrente elettrica e chiese al comandante di chiamare in cabina di pilotaggio l'ingegnere, che viaggiava come passeggero. La riduzione della potenza comportò un graduale calo della IAS a 146 nodi (270 km/h). L'equipaggio di volo tentò di correggere il guasto utilizzando la lista di controllo, ma tutti e tre i tentativi di ripristinare il PEC fallirono. L'angolo di inclinazione della pala dell'elica n. 1 non era più sotto il controllo del PEC. L'angolo di inclinazione delle pale aumentò e si verificò un'insolita diminuzione della velocità dell'elica, che passò da un valore normale in volo dell'82% al 62%.
Alle 16:07:26, il primo ufficiale avvertì la diminuzione della velocità e di conseguenza entrambe le leve di potenza furono avanzate. La IAS iniziò gradualmente ad aumentare fino a superare i 160 nodi (300 km/h). Il primo ufficiale in formazione sul posto di destra cambiò posto con l'altro primo ufficiale. L'ingegnere si era ormai unito all'equipaggio in cabina di pilotaggio per aiutare a risolvere il problema. Nonostante la discussione del problema, i piloti e l'ingegnere erano incerti sull'origine del guasto e su cosa fare al riguardo.
Alle 16:10:33, ad una velocità di circa 196 nodi (363 km/h), si udì un suono transitorio, seguito da un improvviso rumore anomalo. La coppia del motore n.1 scese dal 75% allo 0% e la velocità dell'elica (Np-1) aumentò rapidamente dal 61,5% al 102%. Aumentò anche la temperatura della turbina interstadio (ITT). La riduzione della coppia a zero significava che il motore n. 1 si era guastato. Tuttavia, il rapido aumento di Np-1 fino al 102% e un aumento dell’ITT erano insoliti. L'equipaggio avviò le azioni da intraprendere per lo spegnimento di un motore. Un'azione immediata in caso di incendio di un motore è stata quella di abbassare la potenza del motore interessato. Tuttavia, il comandante ritrasse le manette di entrambi i motori. L'elica n.1 causò resistenza e una condizione asimmetrica, più di quanto ci si aspetterebbe normalmente nell'inviluppo di volo di un singolo motore. Si stima che questa resistenza sia stata tre volte superiore al valore sperimentato durante un normale inviluppo di volo con un solo motore quando l'elica è in posizione di bandiera. La IAS continuò a diminuire fino a 154 nodi (285 km/h) mentre i piloti elaboravano la lista di controllo. L'equipaggio tentò di mettere in bandiera l'elica e aumentò la potenza del motore n.2.
Alle 16:11:19, il comandante chiese al primo ufficiale di richiedere una quota inferiore (7 500 piedi (2 300 m)) e di emettere un mayday. La velocità dell'elica 1 rimase al di sotto del 25%, un valore simile a quello previsto per un'elica in bandiera, per circa 40-45 secondi. Successivamente riprese ad aumentare. Inizialmente lentamente e poi molto velocemente: da circa il 50% al 120-125% in 8 secondi. Il primo ufficiale richiese un'altitudine inferiore ma non riuscì a effettuare la chiamata Mayday. Apparentemente tutte le protezioni del controllo dell'elica avevano fallito poiché l'angolo di inclinazione delle pale dell'elica era ulteriormente diminuito. L'angolo di inclinazione della pala che raggiungeva valori bassi ad un'elevata velocità di rotazione generava un'enorme resistenza. Il comandante venne allarmato dal suono prodotto dall'aumento della velocità dell'elica e cambiò l'impostazione della potenza del motore n.2 per verificare se ciò avesse qualche effetto sul rumore, cosa che non avvenne.
Alle 16:12:14 l'Autopilota (AP) si disattivò poiché non era più in grado di far fronte alla resistenza per mantenere i parametri impostati. Gli input di controllo da parte del comandante non erano sufficienti per mantenere la direzione. Con l'ulteriore riduzione della IAS a circa 120 nodi (220 km/h), la richiesta di input di controllo aumentò e il comandante non fu in grado di contrastare la virata a sinistra dell'aereo. L'equipaggio tentò nuovamente di mettere in bandiera l'elica, ma non ciò non ebbe successo. Lo stato del motore n.1 e della sua elica era molto insolito. L'equipaggio non riusciva a comprendere la natura e l'entità dei guasti tecnici. A causa della notevole resistenza causata dall'elica n.1 e dall'impostazione di bassa potenza, l'aereo era appena al di sotto della condizione di stallo.
Alle 16:12:36 suonò l'avviso di stallo e lo stick shaker si attivò brevemente. La potenza del motore n. 2 venne aumentata, abbinata a un eccessivo input del timone destro per contrastare la condizione asimmetrica. Alle 16:12:44 ciò coincise con un brusco calo della velocità dell'elica. Una notevole quantità di resistenza venne improvvisamente eliminata dal lato sinistro dell'aereo, provocando un'immediata imbardata verso destra, con l'aereo che entrò in una condizione di stallo. Durante questa rapida discesa e un rollio l'aereo perse circa 5 100 piedi (1 600 m) di altitudine fino a raggiungere gli 8 350 piedi (2 550 m) piedi AMSL. L'aereo rollò prima a destra di circa 360° e poi ulteriormente di altri circa 90° e successivamente rollò a sinistra fino ad avere le ali livellate. Il controllo era stato ripreso ma l'equipaggio di volo era emotivamente scosso da questo evento. L'elica n.1 si era stabilizzata al di sotto del 5% e l'angolo di inclinazione della pala era basso. In questa posizione il valore di resistenza generato era circa sette volte superiore alla resistenza che un'elica può normalmente produrre in bandiera durante un volo con un solo motore. L'aereo non era in grado di effettuare un volo livellato e poteva volare solo con un profilo di discesa graduale. Il controllo direzionale era possibile solo con input sostanziali del timone destro e dell'alettone destro. L'equipaggio contattò il controllore di avvicinamento e richiese vettori per atterraggio prioritario all'aeroporto di Islamabad insieme a un Mayday.
Dopo le 16:17:20, l'aereo iniziò a virare nuovamente a sinistra con l'obiettivo di raggiungere l'aeroporto di Islamabad. Mentre la leva di potenza era avanzata a 81,7° e la coppia era al 99,8%, la IAS era gradualmente scesa a 156 nodi (289 km/h). Una graduale riduzione dell'efficacia del controllo e un'eccessiva resistenza del lato sinistro dell'aereo comportavano un corrispondente aumento dei requisiti di input di controllo.
Alle 16:18:45, l'allarme di stallo suonò nuovamente per 3,5 secondi. L'altitudine dell'aereo e la IAS scesero fino a 4 809 piedi (1 466 m) e 128 nodi (237 km/h). Alle 16:18:52 iniziò a suonare l'allarme TAWS (Terrain Evitare Warning System).
Alle 16:20:23, l'aereo continuava in un'incontrollata virata a sinistra La velocità era di 120 nodi (220 km/h) e l'aereo stallava a 850 piedi (260 m). A questo punto, l'ATR colpì il fianco di una montagna e si disintegrò.

## Le indagini
L'AAIB ha pubblicato il rapporto finale il 18 novembre 2020. La causa dell'incidente era stata la frattura di una pala della turbina nel motore numero uno (lato sinistro) a causa di una manutenzione impropria. Ciò ha portato al guasto iniziale del motore. Un perno rotto nel limitatore di velocità ha consentito all'elica di raggiungere velocità di rotazione superiori al 120%. Le velocità dell'elica altamente variabili hanno portato a caratteristiche aerodinamiche in rapido cambiamento. Alla fine, l'elica si era stabilizzata in una configurazione ad altissima resistenza. Il comportamento dell'ATR-42 era diverso dalla "tipica" perdita di un singolo motore e il volo livellato divenne impossibile. Il rapporto rileva: "È stato eccezionalmente difficile per i piloti comprendere la situazione e quindi eventualmente controllare l'aereo". È stato inoltre notato che la gestione delle risorse dell'equipaggio era inefficace, ma non ha contribuito all'incidente.